# 亀戸天神社
亀戸天神社（かめいどてんじんしゃ）は、東京都江東区亀戸にある神社（天満宮）である。天満大神、すなわち菅原道真を祀り、受験生などを中心に学問の神として親しまれている。通称は亀戸天神、亀戸天満宮または東宰府天満宮。

## 祭神
- 天満大神（菅公、菅原道真）
- 天菩日命（菅原家の祖神）

## 歴史
正保年間（1644年 - 1647年）、菅原道真の末裔であった九州の太宰府天満宮の神官、菅原大鳥居信祐は、天神信仰を広めるため社殿建立の志をもち、諸国を巡った。そして1661年（寛文元年）、江戸の本所亀戸村にたどり着き、元々あった天神の小祠に道真ゆかりの飛梅で彫った天神像を奉祀したのが始まりとされる。
当時、明暦の大火による被害からの復興を目指す江戸幕府は復興開発事業の地として本所の町をさだめ、四代将軍徳川家綱はその鎮守神として祀るよう現在の社地を寄進した。そして1662年（寛文2年）、地形をはじめ社殿・楼門・回廊・心字池・太鼓橋などが太宰府天満宮に倣い造営された。本殿の扁額は、御本社である筑紫国太宰府天満宮宮司であった西高辻信貞による揮毫。
古くは総本社に当たる太宰府天満宮に対して東の宰府として「東宰府天満宮」、あるいは「亀戸宰府天満宮」「本所宰府天満宮」と称されていたが、1873年（明治6年）に府社となり亀戸神社、1936年（昭和11年）に現在の亀戸天神社となった。
1910年（明治43年）8月の明治43年の大水害では、神社一帯が水没。水深は8尺に達した。
2010年から2011年にかけて放送された『ゆく年くる年』（NHK総合）ではキーステーション（メイン中継地）に選ばれている。

## 主な祭事

### うそ替え神事
例年1月24日 - 25日。縁起物である木彫りの鷽（ウソ）が授与される。「去年の悪（あ）しきはうそ（鷽）となり、まことの吉にとり（鳥）替えん」との言い伝えによる。
木彫りの鷽は、高さ5 - 22cmくらい、白木の円柱に上部3分の1位が荒削りされ、頭部と腹部となり、背後は削り掛けの手法で尾羽が切り込まれる。彩色は頭が黒、胸は朱、背の羽は緑と黒である。

### 梅まつり
亀戸天神の境内には、道真が好んだ梅が300本以上植えられている。さらに境内の本殿前には、道真公が5歳で詠まれた「美しや紅の色なる梅の花あこが顔にもつけたくぞある」という歌碑と銅像がある。
なお、梅祭りは例年2月第2日曜日から3月第2日曜日まで行われる。

### 藤まつり
4月25日から5月5日まで。境内の藤が一斉に開花し、神社中が一面藤色に染まる。太鼓橋の上から見渡すことで、一面の藤棚を上から見下ろすことができることも特徴。江戸時代から亀戸の藤と呼ばれた藤の名所であり、亀戸以外からも観光客が訪れる。同時に学業講祭も行われ、学業祈願の祈願者も多く訪れる。

### 例大祭・献灯明
例年8月下旬に催される。年間を通じて一番重要なお祭りで、 氏氏の家々にはご祭神提灯が掲げられ、神輿と曳太鼓が町内を練り歩きながら巡行する。 例大祭では、氏子、町内にとどまらず国の安泰と繁栄を祈願し、宮司が祝詞を上げる。 又、4年に一度の大祭には菅公の御霊を乗せた御鳳鎌輦が氏子町内を巡行する。 
献灯明では、夜の境内に、神前から分けられた1,000個以上の灯明が灯る。灯明の灯りは、道真公をお守りしていることを表している。

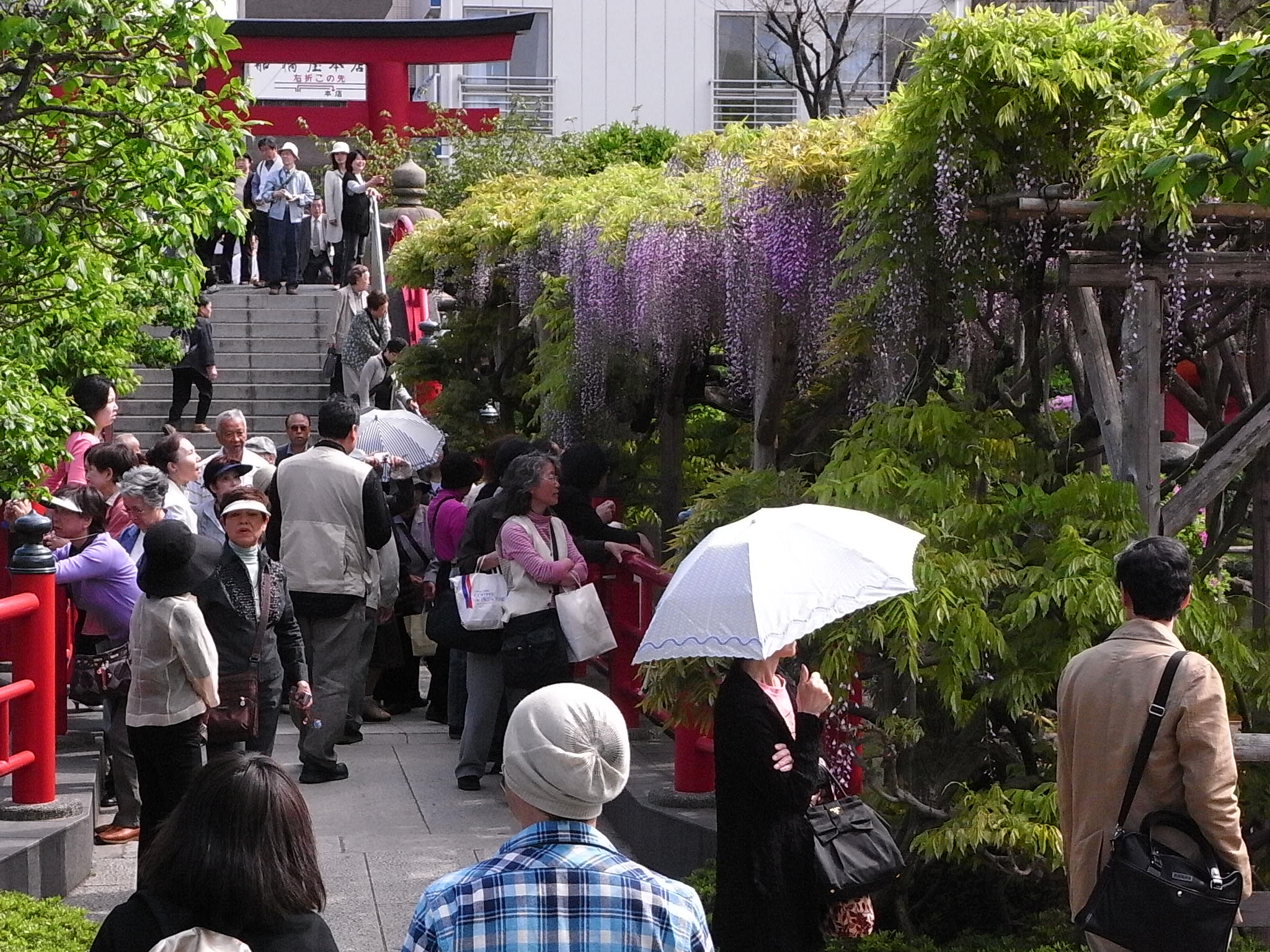
藤まつり（2009年4月29日撮影）

### 菊まつり
例年10月下旬から11月下旬まで。
道真は、梅と共に菊の花をみ数々の和歌を詠んだ。16歳の時に詠んだ「残菊詩」から、亀戸天神社では道真を偲んで宮中で行われていた和歌・連歌などを詠む「残菊の宴」を催していた。近年では本殿の正面を取り囲むように菊を展示して菅公を慰めるとともに、参拝客も鑑賞できるようになっている。 

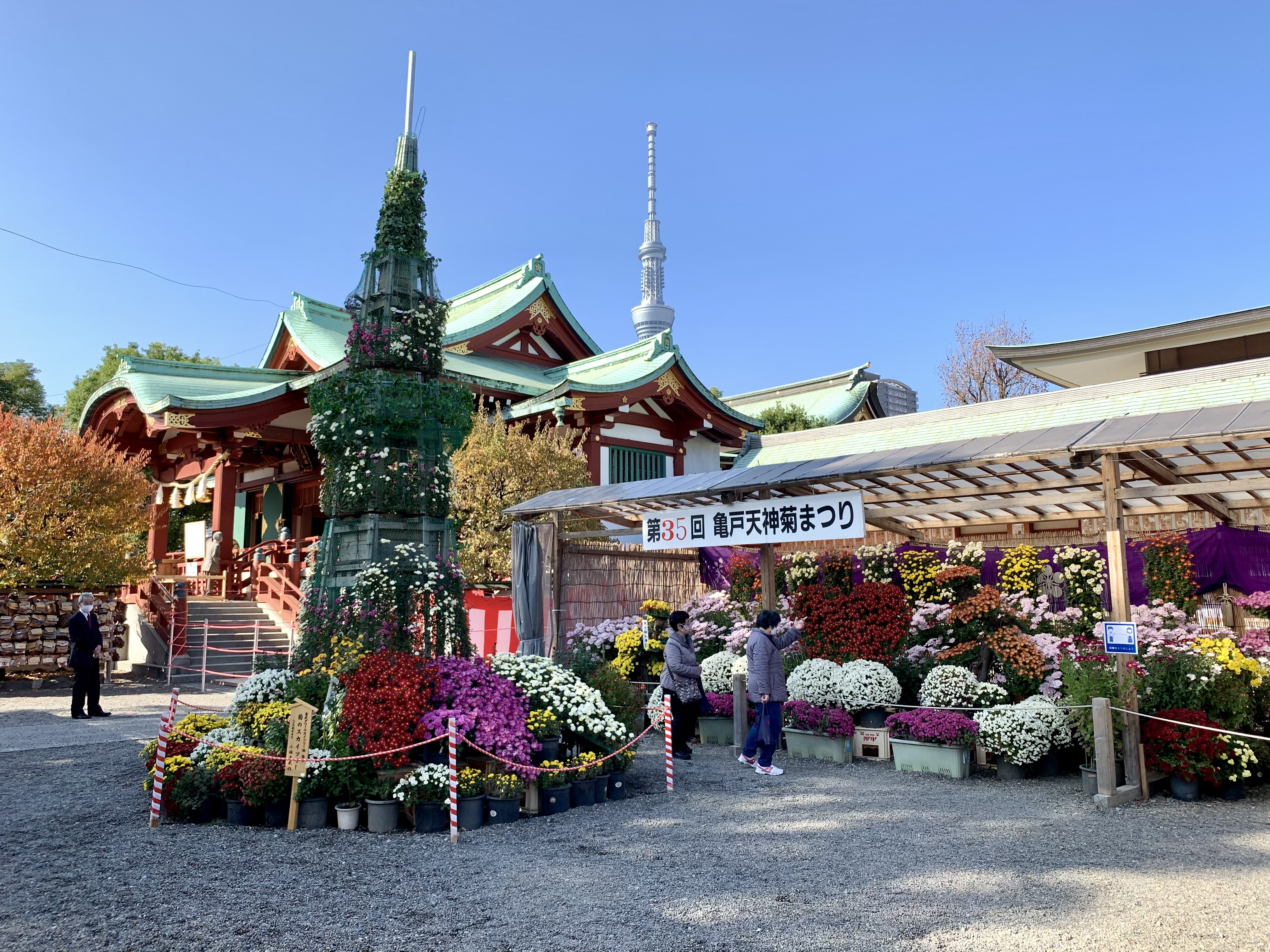
菊まつり（2020年11月15日撮影）

## 摂末社

### 御嶽神社（みたけじんじゃ）
道真の教学上の師である延暦寺第十三代座主、法性坊尊意僧正を祀る。「卯の神」として知られ、正月初卯、二の卯、三の卯には、卯槌や卯の神札が授与される。
正月の初卯詣は江戸時代から大変賑っていたことが『東都歳事記』に記されている。卯杖と卯槌は1831年（天保2年）の卯年から売られるようになったが、当時の卯杖と卯槌の形状は『日本民俗図志』に描かれている。明治になっても初卯詣は人気があり、芸者と旦那がこぞって初卯詣をしていたことが1875年（明治8年）1月7日の『東京日日新聞』の記事となった。初卯詣には陸路のほかに亀戸天神社の西側を流れる横十間川の水路を使った。

### 花園社
道真の妻である島田宣来子および14人の子供を祀る。寛文年間に筑前花園より勧請を受けたものである。安産、子宝、立身出世の守護神として信仰されている。

### 弁天社
1665年（寛文5年）7月に太宰府天満宮心字池畔の志賀社を勧請したもの。その後、亀戸天神の心字池を上野不忍池に見立て、この社を「弁天堂」と呼んだことから、七福神の1つである弁才天として信仰されるようになった。

### 紅梅殿
1662年（寛文2年）に太宰府天満宮の神木である飛梅の実生を勧請したもの。現在の社は、1988年（昭和63年）に再建されたものである。

### 神牛殿
| 神牛殿 |  | 神牛座像 |
| 神牛殿 |  | 神牛座像 |

道真は845年（承和12年）6月25日の乙丑年に生まれ、903年（延喜3年）に亡くなったが、葬送中、遺体を乗せた車を引く黒牛が動かなくなり、その場所を墓所と定めた。その後、その場所に社殿を建立し、御霊を祀ったことが太宰府天満宮の起源であり、その年も乙丑年であった。また、道真が京都から大宰府へ下向中、白牛によって難から逃れることができたという故事が伝えられている。道真と牛との縁は深い。神牛（しんぎゅう）座像は1961年（昭和36年）、鎮座三百年祭時に社殿の復興とともに奉納された
神牛に触ることにより病気を治し、知恵を得るといわれている。牛は天神の神使（みつかわしめ）として信仰されている。

## 境内
社務所

太鼓橋 - 男橋、女橋
男橋は、大鳥居を過ぎると最初にある橋。太宰府天満宮を模して造られた。池と橋を人の一生に見立てた「三世一念の理」に基づき、この橋は過去を表す。
女橋は、本殿の手前にある橋。この橋は希望の未来を表す。
本社の太鼓橋は歌川広重によって描かれ、『名所江戸百景』シリーズの「亀戸天神境内」として発行された。
亀井戸跡

おいぬさま

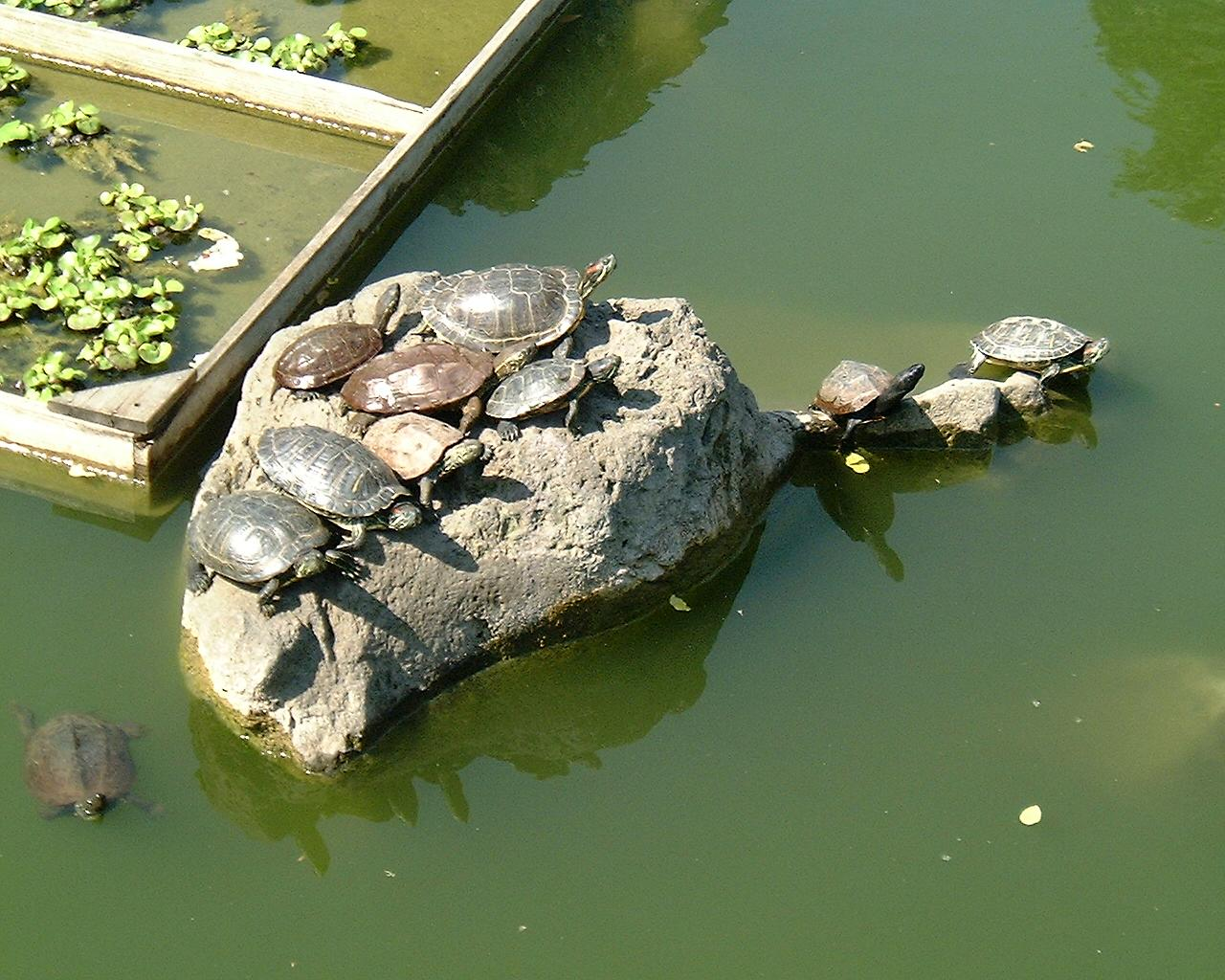
池のカメ
池にいるカメの種類は主にクサガメ、ニホンイシガメ、ミシシッピアカミミガメの3種で、他に少数だがハナガメ、ミナミイシガメ、スッポン、ウンキュウ、キバラガメなどが観察される。亀戸の名に因んで参拝者が池にカメを放したのが定着したとされるが、本社としては奨励していない。

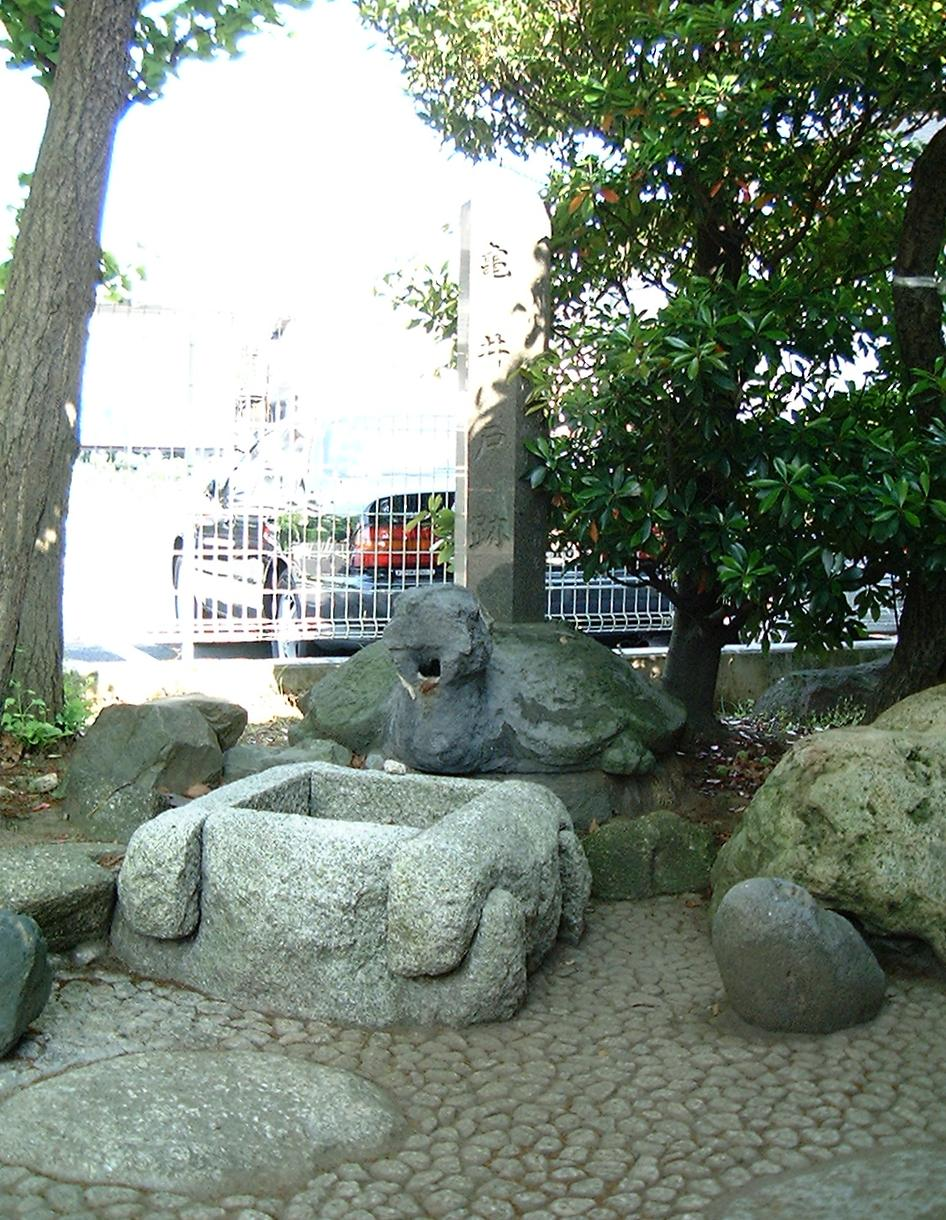
亀井戸跡
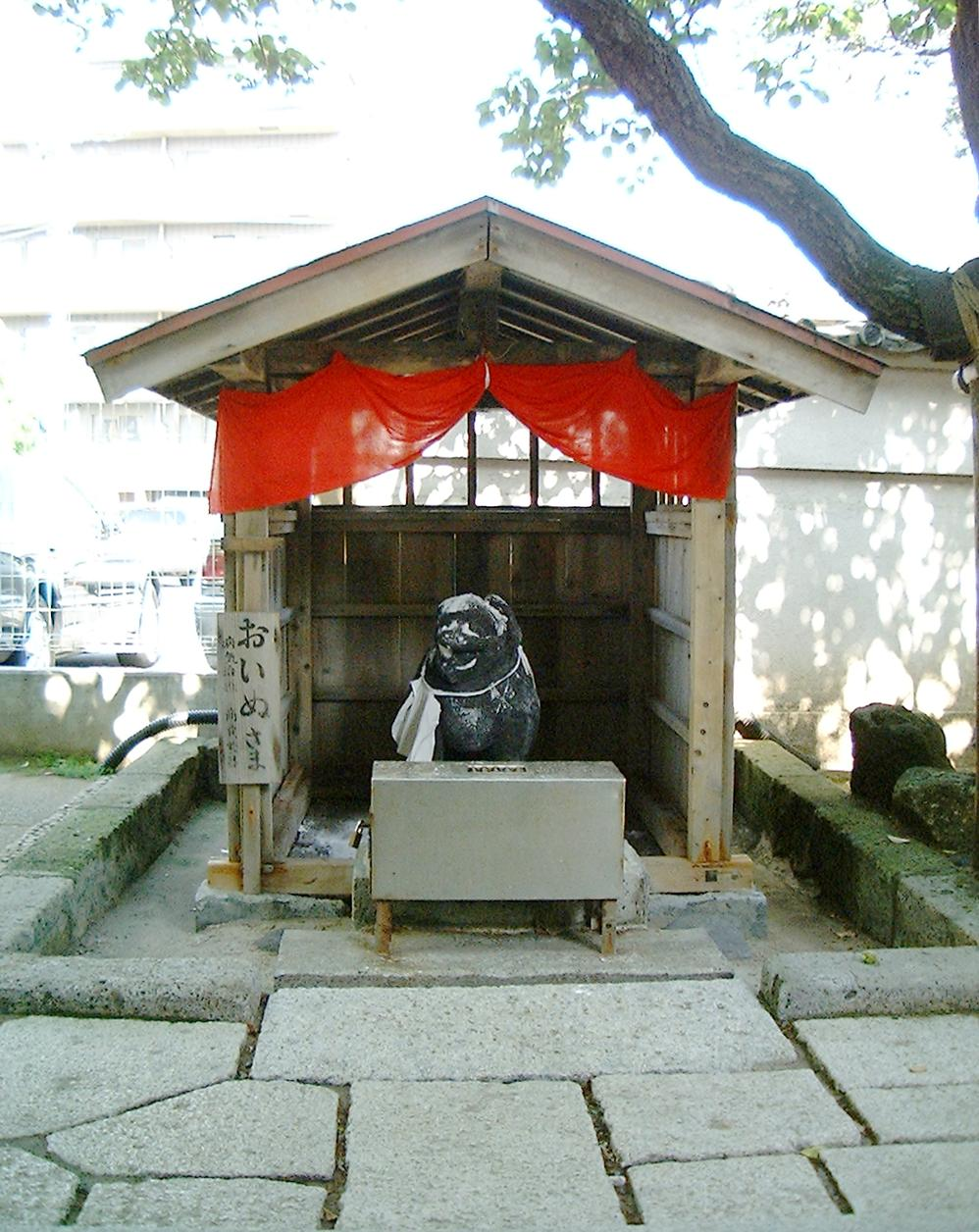
おいぬさま
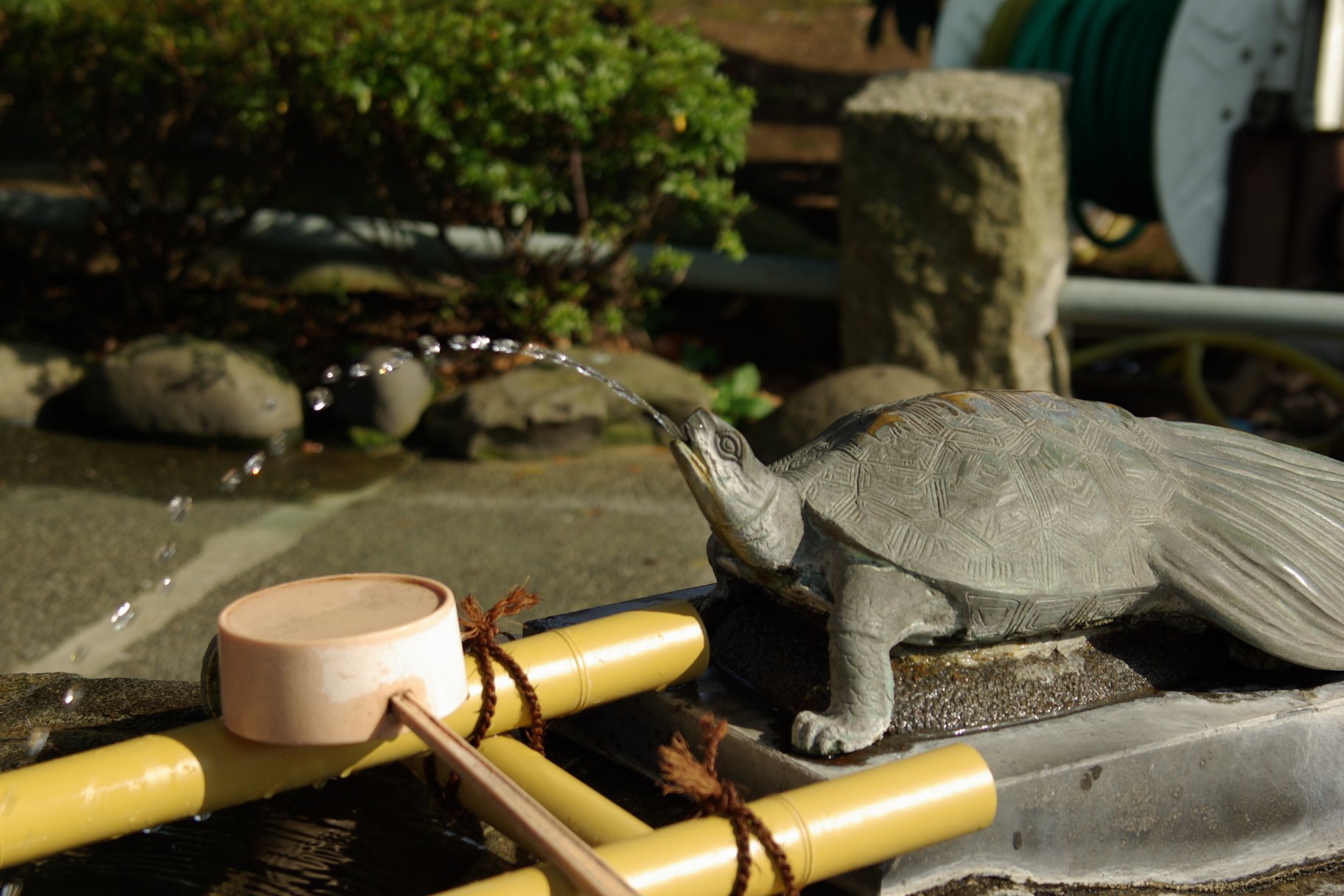
手水
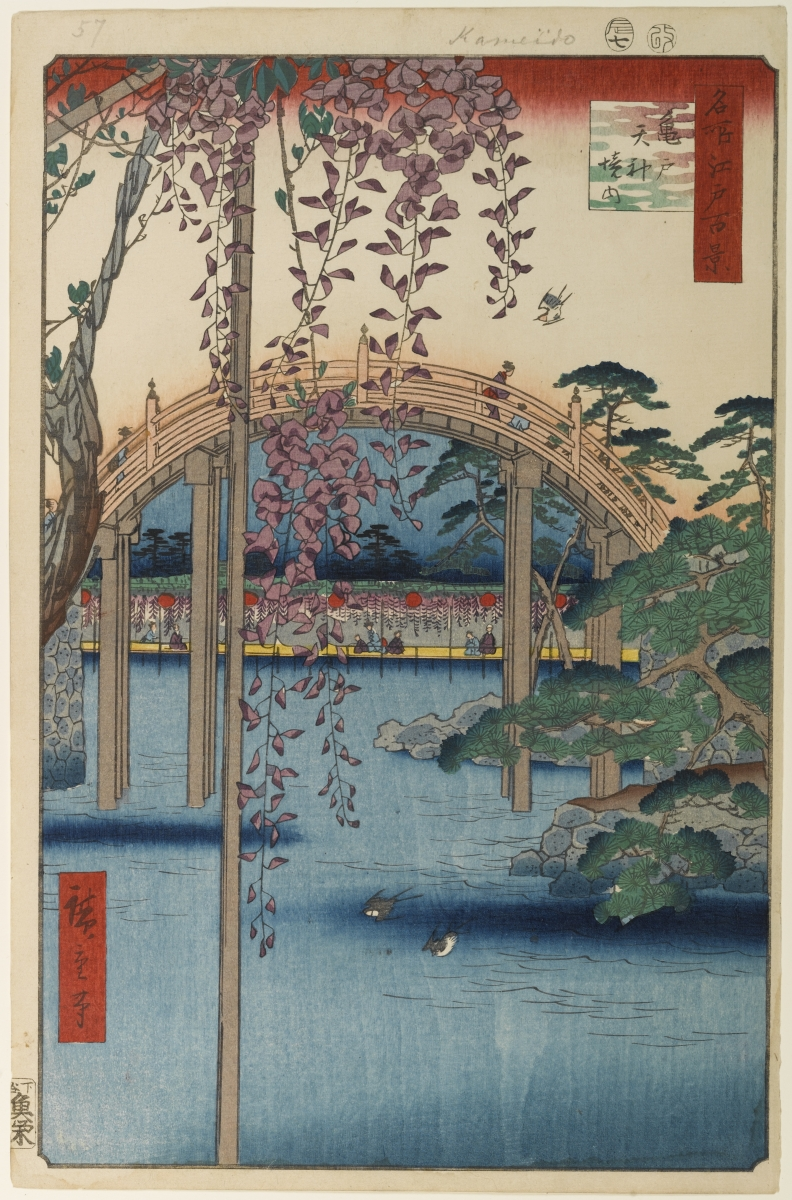
広重「亀戸天神境内」『名所江戸百景』
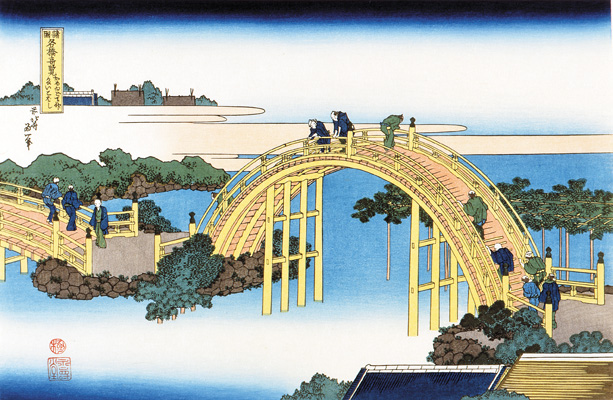
北斎「かめゐど天神たいこはし」『諸国各橋奇覧』

## 年中行事
- 1月
  - 元旦：歳日祭
  - 1日 - 7日：新年祈願祭
  - 上旬：初卯祭
  - 24日 - 25日：うそ替え神事
- 2月
  - 3日：節分追儺祭
  - 25日：菜種御供
  - 25日：紅梅殿例祭
- 3月
  - 25日：神忌祭
- 4月
  - 29日：藤花祭
- 5月
  - 5日：開基別当祭
  - 5日：出世鯉放流
  - 第2日曜：花園社例祭
  - 25日：更衣祭
- 6月
  - 25日：夏越祓

- 7月
  - 25日：筆塚祭
- 8月
  - 24日：弁天社例祭
  - 24日：御鳳輦渡御祭※
  - 25日：例大祭
  - 25日：献灯明
  - 26日：氏子御輿宮入り※
- 9月
  - 25日：敬老延寿祭
- 10月
  - 25日：更衣祭
- 11月
  - 15日：七五三祝祭
  - 15日：出世鯉放流
  - 25日：新嘗祭
- 12月
  - 25日：納め天神祭
  - 25日：古神札焼納式
  - 31日：大祓
  - 31日：除夜祭

※4年に1度

## 氏子地域
江東区亀戸に位置しているが、氏子地域の大半は墨田区、しかも総武線以南の町丁である。亀戸天神は亀戸地域の鎮守ではなく、亀戸の鎮守としては香取神社が同じ亀戸三丁目に存在する（同じく亀戸に位置する江東亀戸天祖神社も氏子地域の大半は墨田区にあたる。ただしこちらは亀戸一丁目、二丁目を除けば大半は総武線以北を氏子としている。）。
- 両国二 - 三丁目（もと本所小泉町、本所相生町一・二丁目の区域のみ）
- 両国四丁目
- 緑一 - 四丁目
- 江東橋一 - 五丁目
- 立川一 - 四丁目
- 菊川一 - 三丁目
- 錦糸四丁目
- 太平四丁目
- 亀戸一丁目（一部）
- 亀戸三丁目（宮元会のみ）

## ギャラリー

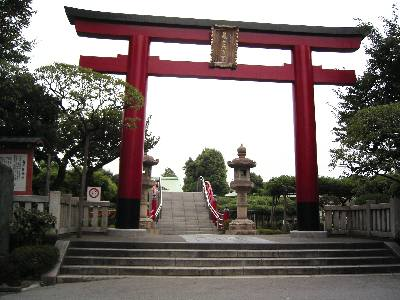
鳥居
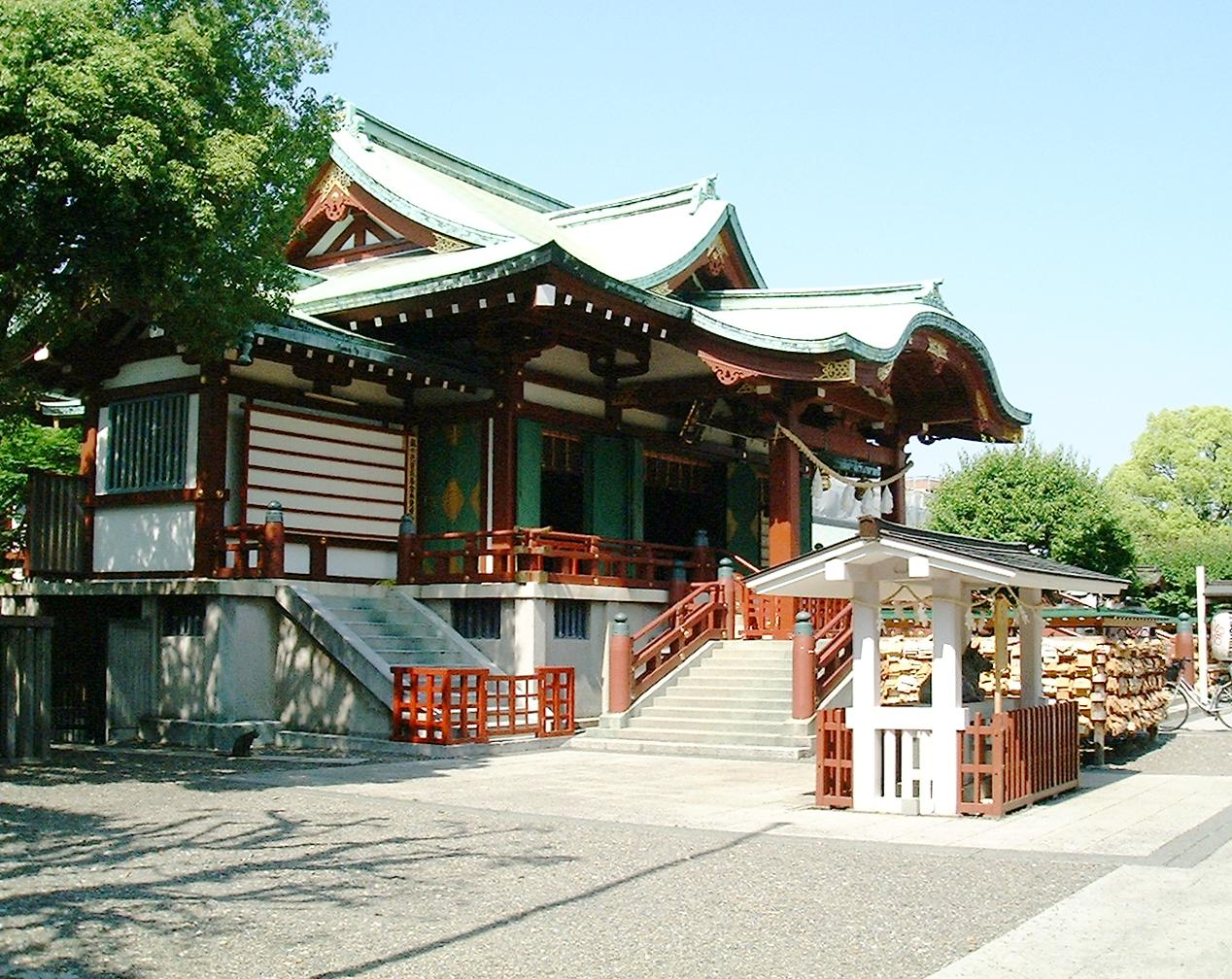
拝殿の南西側
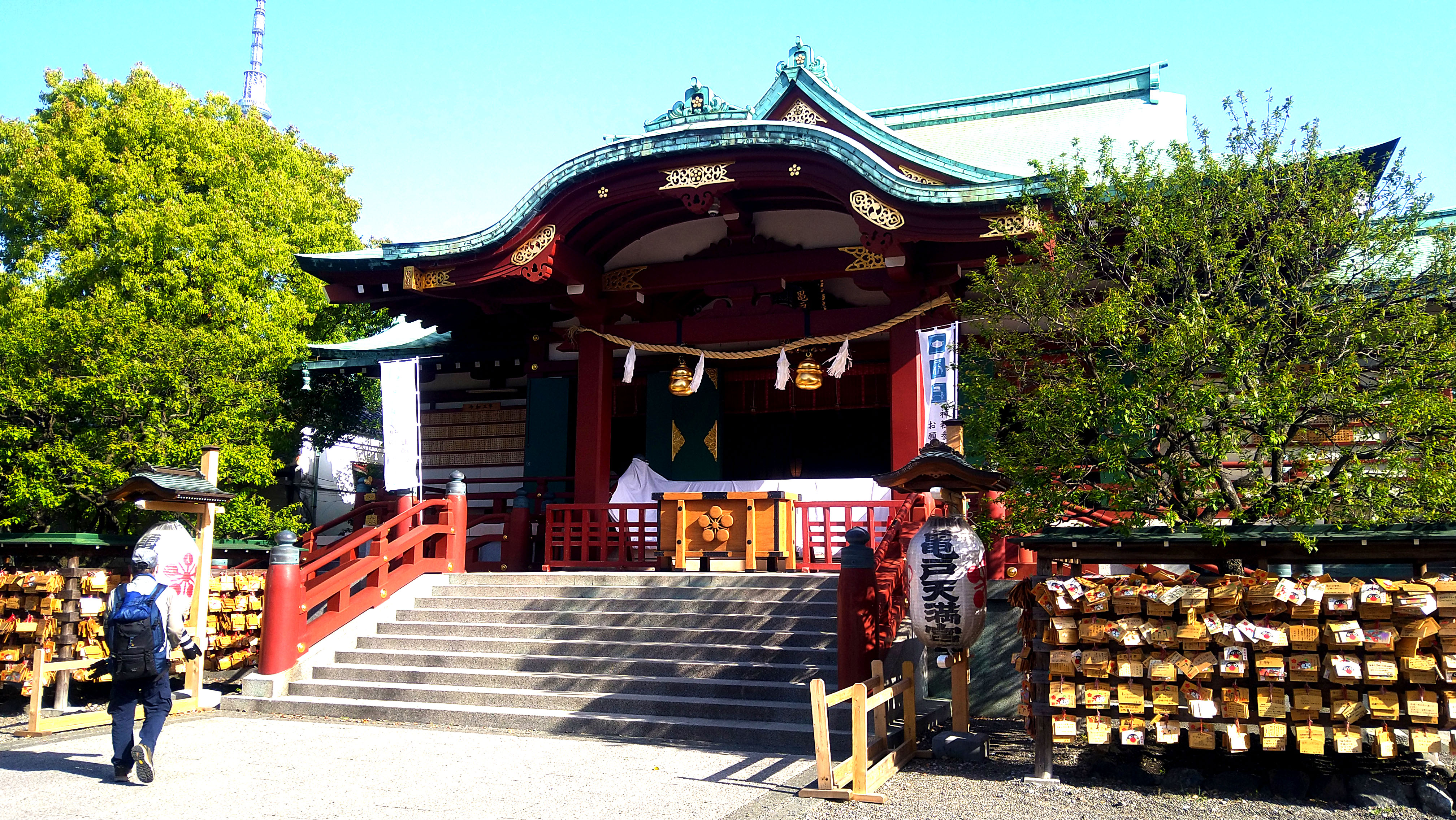
拝殿（正面やや左より撮影）
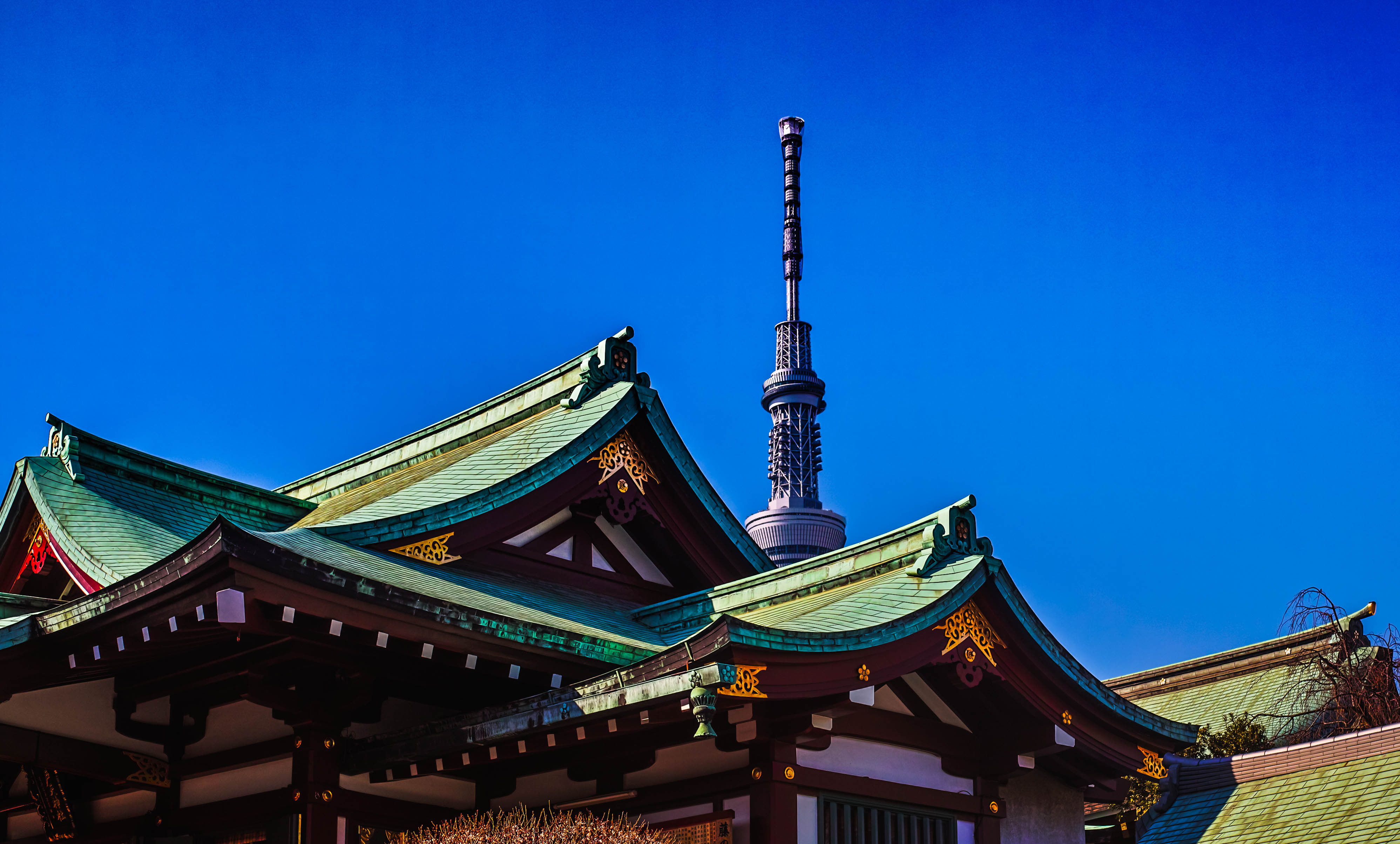
拝殿と東京スカイツリー
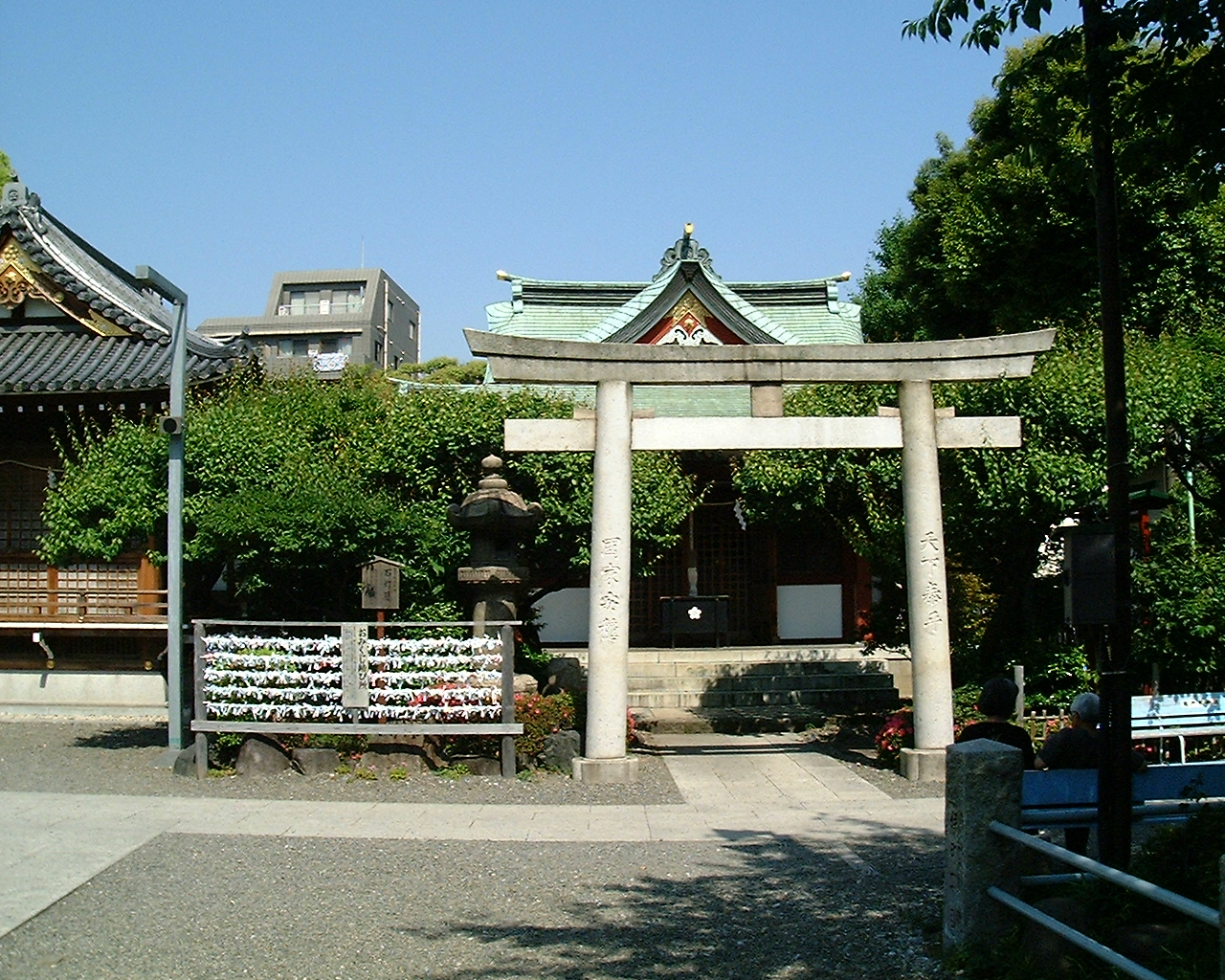
御嶽神社の鳥居
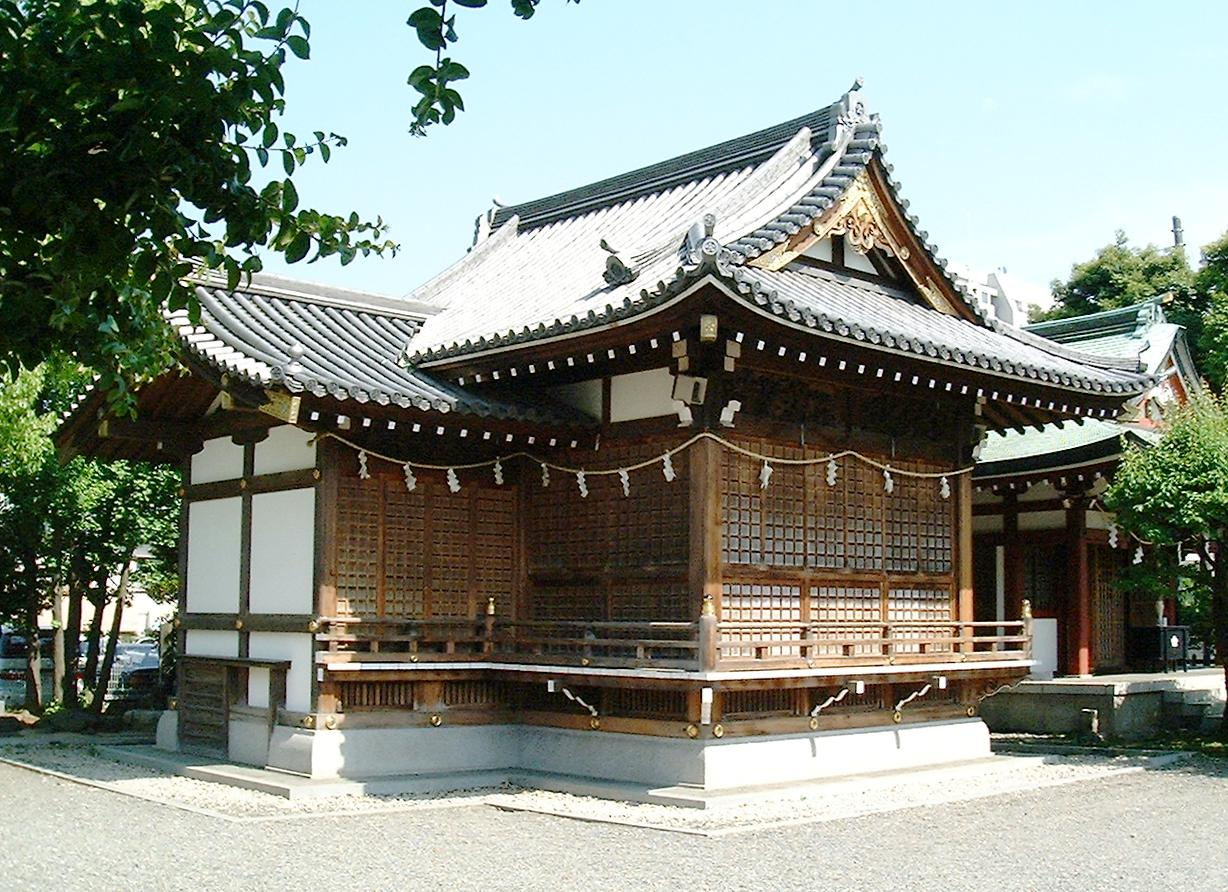
舞殿
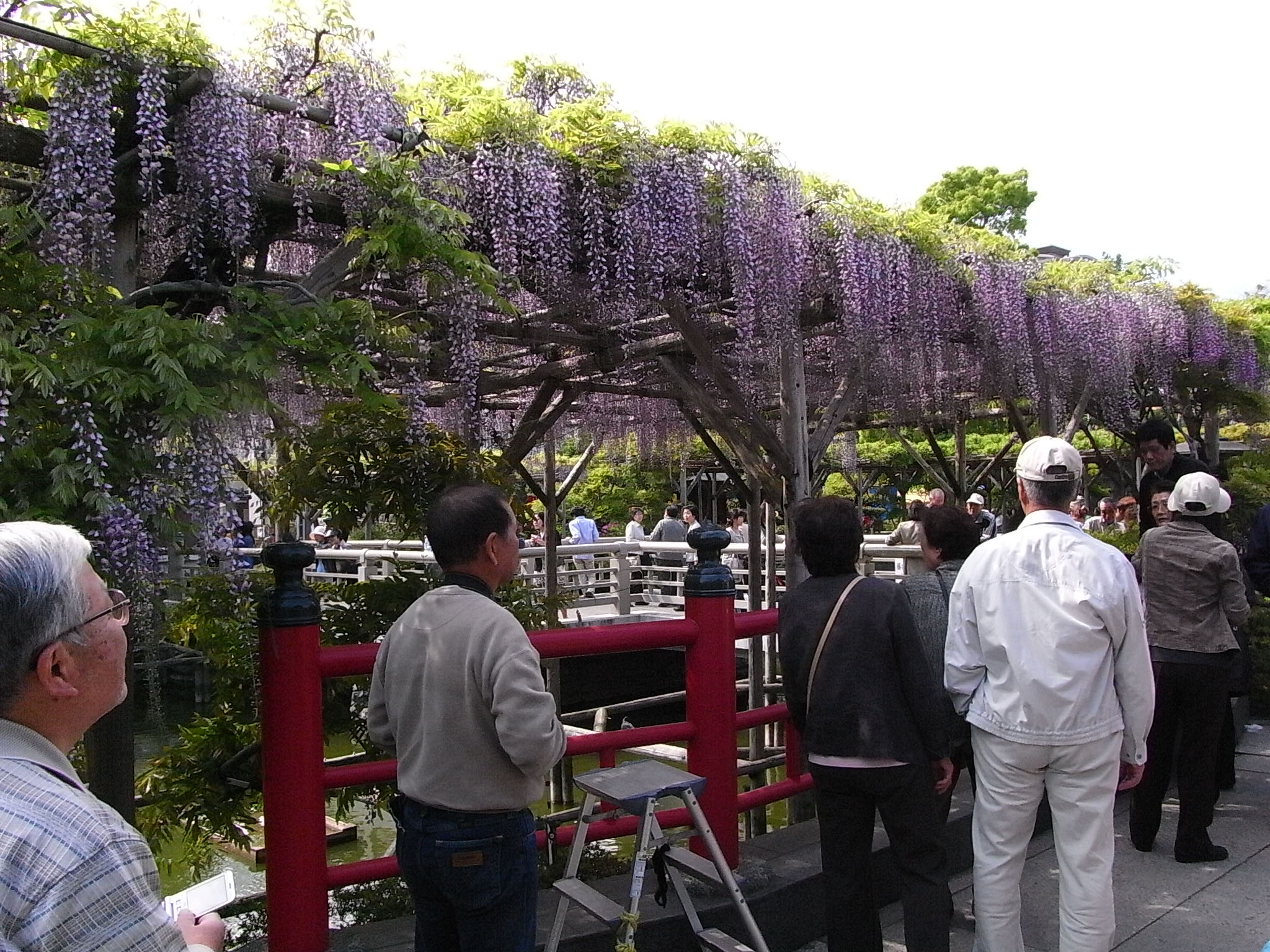
（2009年4月29日撮影）

## 拝観時間・拝観料
- 開門時間は24時間で、拝観料は無料。
- 藤まつりのライトアップは夕方から夜9時まで。

## アクセス

### 鉄道
- JR総武線各駅停車および  東武亀戸線・亀戸駅北口より徒歩約15分（経路案内）[17]
- JR総武線各駅停車  JR総武線快速および  東京メトロ半蔵門線・錦糸町駅北口より徒歩約14分（経路案内）

### バス
- 都営バス・亀戸天神前バス停下車すぐ

## 周辺情報
- 船橋屋
くず餅で著名な老舗の和菓子店。梅まつり開花速報。
- 亀戸天神通り商店街
上記の船橋屋も属する、蔵前橋通りに面する商店街。亀戸天神社も蔵前橋通り沿いにある。
- 東京カットグラス工業協同組合
伝統工芸江戸切子の組合。蔵前橋通りからすぐの所に販売店・ショールームを開設。

## 関連文献
- 斎藤月岑『東都歳事記』天保9年（1838年）刊 エラー: 日付が正しく記入されていません。（説明）。
  - 斎藤月岑 著、市古夏生・鈴木健一 校訂『新訂 東都歳事記〈上〉』筑摩書房〈ちくま学芸文庫〉、2001年5月。ISBN 978-4480086211。
  - 斎藤月岑 著、市古夏生・鈴木健一 校訂『新訂 東都歳事記〈下〉』筑摩書房〈ちくま学芸文庫〉、2001年6月。ISBN 978-4480086228。
- 『日本民俗図志』〈第3巻〉。
- 「亀戸村 天神社」『新編武蔵風土記稿』 巻ノ24葛飾郡ノ5、内務省地理局、1884年6月。NDLJP:763978/106。
- 斎藤幸雄「巻之七 揺光之部 宰府天満宮」『江戸名所図会』 4巻、有朋堂書店、1927年、108-119頁。NDLJP:1174161/59。

## 資料映像
- 「うそ替え神事」（昭和63年2月公開） - 中日ニュース1568号（動画）・中日映画社